# Karel De Schrijver
Karel Reginald De Schrijver (* 20. Mai 1908 in Antwerpen; † 15. September 1992 ebenda) war ein belgischer Komponist, Dirigent und Musiker. Er verwendete auch die Pseudonyme Jimmy Paresco und Helmut Prago.

## Leben
Er absolvierte zunächst das Königliche Flämische Konservatorium in Antwerpen und diplomierte in den Fächern Violine bei Peter Saenen und Désiré Defauw, Klavier, Kontrapunkt, Fuge bei Karel Candael und Musikgeschichte bei Albert De Schacht. Danach studierte er noch drei Jahre privat bei Joseph Jongen, dem damaligen Direktor des Königlichen Konservatoriums Brüssel, in den Fächern Komposition, Instrumentation und Ästhetik. 
Nach weiteren vier Jahren Studium an der Rijksuniversiteit Gent promovierte er in allgemeiner Kunstgeschichte und Frühgeschichte der Kunst mit dem Schwerpunkt Musikologie. 
Im Jahr 1929 wurde er Dirigent des gemischten Chors De Koninklijke Van Dijckkring und 1931 stellvertretender Dirigent des Männerchors Lassallekring in Antwerpen. 1935 wurde er Dirigent des Blasorchesters Arbeid en Kunst in Antwerpen. Während der Mobilmachung 1939 bekam er den Auftrag, ein Musikkorps des 55. Infanterieregiments in Antwerpen aufzustellen. 1940 wurde er Kapellmeister beim Orchester der Königlichen Niederländisch(-sprachigen) Schouwburg in Antwerpen. Von 1941 bis 1943 war er Direktor der Städtischen Musikakademie in Hasselt, Provinz Limburg, Belgien.
Er war Professor für Harmonielehre, Kontrapunkt, Fuge, Komposition und Instrumentation.

## Werke

### Werke für Orchester
- 1932 Nocturne Burlesque
- 1933 Heksensabbat
- 1934 De Rattenvanger van Hamelen (Der Rattenfänger von Hameln) Ballade
- 1935 Icare Symphonische Dichtung
- 1938 Romantische Symphonie in 3 Sätzen
- 1954 Rhapsodie
- 1954 Concerto für Violine und Orchester
- 1962 Concerto für Klavier und Orchester
- 1963 Concerto für Oboe oder Sopran-Saxophon oder Klarinette und Orchester
- 1966 3. Symfonie
- 1967 4. Symfonie
- 1967 5. Symfonie

### Werke für Blasorchester
- 1932 Herinnering aan de zege Konzertmarsch
- 1935 Ardense Taferelen Suite in 3 Sätzen
- 1936 Heldenmars
- 1937 Feestklanken
- 1937 Rijnschetsen Symphonische Dichtung
- 1938  Poème (Poëma)
- 1939 Suite in vorm van ballet Suite in 5 Sätzen
- 1946 Lente Suite Suite in 4 Sätzen
- 1955 Koning Oedipus Dramatisches Vorspiel
- 1955 Präludium und Allegro
- 1955 Rhapsodische Fantaisie
- 1955 Suite Burleske Suite in 3 Sätzen
- 1956 Muzikaal intermezzo
- 1958 Kleine Klassieke ouverture
- 1958 Ouvertura Brevis Romantica
- 1959 Eenvoudige Suite Suite in 4 Sätzen
- 1959 Mirame Ouverture
- 1959 Symphonische Reflexen Sinfonische Dichtung
- 1961 Verbroedering Ouverture
- 1963 Miniatuur-Concerto 3 Sätze
- 1963 Partita classica
- 1964 Kleine Vlaamse Suite
  1. Heroisch Visioen
  2. Rustige Zomeravond
  3. Boerendans
- 1964 Concertstuk für Posaune und Blasorchester
- 1966 Danseries Suite in 3 Sätzen
  1. Pavane
  2. Menuet
  3. Finale (Bourrée)
- 1966 Tweede Symfonie für Blasorchester
  1. Thema - Allegro ma non troppo
  2. Cantabile
  3. Danza Semplico - Finale
- 1967 Brabo Ouverture
- 1967 Miniatuur Divertimento Fantasie
- 1968 6. Symfonie für Blasorchester
- 1968 Concerto für Klarinette und Blasorchester
- 1971 Musica Symphonische Dichtung
- 1974 7. Symfonie für Blasorchester
- 1958 Black and White Jazzfantasie komponiert unter dem Pseudonym Jimmy Paresco
- 1958 Virginia Jazz-Ouvertüre komponiert unter dem Pseudonym Jimmy Paresco
- 1960 Soft and Sweet Jazz-Rhapsodie komponiert unter dem Pseudonym Jimmy Paresco
  1. Inleiding
  2. Tempo di rumba
  3. Tempo paso-doble
  4. Variations
  5. Lento
  6. Tequila
  7. Molto lento (maestoso)
- 1961 Lovely Songs and Rhythms Jazzfantasie komponiert unter dem Pseudonym Jimmy Paresco
- 1967 Rustica komponiert unter dem Pseudonym Jimmy Paresco
- 1968 Three little musics komponiert unter dem Pseudonym Jimmy Paresco
- 1968 Tennessee Jazz-Ouverture komponiert unter dem Pseudonym Jimmy Paresco
- 1972 Rhythms and melodies Jazzfantasie komponiert unter dem Pseudonym Jimmy Paresco

### Kammermusik
- Exotic Pavane für Sopran- oder Tenor-Saxophon und Klavier

## Bücher und Schriften
- 1954–1955 Levende componisten uit Vlaanderen (2 Bände), Vlaamse drukkerij, Leuven
- 1958 Bibliografie der Belgische Toonkunstenaars sedert 1800, Vlaamse Drukkerij, Leuven
- 1958 Inleidende Studie tot de Orkestratie
- ca. 1980 Handleiding bij het instrumenteren voor harmonie en fanfare. Tierolff Muziekcentrale, Roosendaal

| Personendaten    | Personendaten                                       |
| ---------------- | --------------------------------------------------- |
| NAME             | De Schrijver, Karel                                 |
| ALTERNATIVNAMEN  | Jimmy Paresco (Pseudonym); Helmut Prago (Pseudonym) |
| KURZBESCHREIBUNG | belgischer Komponist und Professor                  |
| GEBURTSDATUM     | 20. Mai 1908                                        |
| GEBURTSORT       | Antwerpen, Belgien                                  |
| STERBEDATUM      | 15. September 1992                                  |
| STERBEORT        | Antwerpen, Belgien                                  |